# Valentina Alekseeva
Valentina Andreevna Alekseeva (em russo:  Валентина Андреевна Алексеева, Tcheboksary, 11 de agosto de 2006) é uma modelo russa, vencedora do concurso Miss Rússia 2024. Alekseeva representou a Rússia no concurso Miss Universo 2024, no México.

## Biografia
Nasceu a 11 de agosto de 2006 em Tcheboksary, capital da República da Chuváchia. Ela formou-se no Ginásio nº 5 em Tcheboksary. Em agosto de 2024, ingressou na Universidade Nacional Russa de Investigação Médica em homenagem a N. I. Pirogov, com especialização em "Medicina Geral".

## Concurso de beleza
A 5 de outubro de 2024, tornou-se a vencedora do concurso Miss Rússia 2024, tornando-se a terceira representante da Chuváchia a receber este título. A 16 de novembro de 2024, representará a Rússia no concurso Miss Universo 2024, que se realizará no México.